# Pataresnesz
Pataresnesz (korábbi, hibás olvasat szerint Penresnesz) ókori egyiptomi királyné, a XXII. dinasztiabeli I. Sesonk felesége. Nevének jelentése: „örvendezik neki az ország”.
Szülei neve nem ismert, de apja „az idegenek nagy főnöke” címet viselte, ami arra utal, líbiai lehetett. Fia Nimlot, a hérakleopoliszi hadsereg parancsnoka. Pataresnesznek több említése is fennmaradt, említik fia szobrán, mely ma Bécsben található (ÄOS 5791).

## Fordítás
- Ez a szócikk részben vagy egészben  a   Patareshnes című angol Wikipédia-szócikk ezen változatának fordításán alapul.  Az eredeti cikk szerkesztőit annak laptörténete sorolja fel. Ez a jelzés csupán a megfogalmazás eredetét és a szerzői jogokat jelzi, nem szolgál a cikkben szereplő információk forrásmegjelöléseként.